# Примета
Приме́та — устойчивая связь двух явлений объективной действительности, одно из которых понимается как знак, а второе — как его толкование, обычно в виде прогноза на будущее; языковая (в виде афоризма, паремии) репрезентация этой связи. Как правило, к приметам относятся те толкования, которые базируются на коллективном опыте и фиксируются в коллективной памяти. Приметы существуют издревле во многих культурах и цивилизациях.
Тематически приметы репрезентируют основные сферы интересов традиционного сообщества: погоду, хозяйство, в меньшей степени — сферу повседневности, семейные отношения и личностные особенности человека.
Многие приметы предположительно имеют древние корни. Например, вера в то, что пятница, 13-е — несчастливый день, появилась из-за вольной трактовки Ветхого Завета, якобы в этот день Каин убил своего брата Авеля.
Религиозными институциями приметы обычно считаются частным случаем суеверий, а научными — примером такого когнитивного искажения, как иллюзорная корреляция. Русская православная церковь критически относится к суевериям и считает их греховными, однако толерантно воспринимает приметы, основанные на наблюдениях.

## Примеры

### Погодные
Некоторые приметы возникли вследствие наблюдения за природой. Объектами толкования становились особенности тех или иных явлений природы и небесных светил: цвет зари, солнце, восходящее из облаков или садящееся в облака, цвет закатного неба, круги вокруг луны, положение месяца в разных фазах, «падение» и мигание звёзд, направление и сила ветра, облачная или ясная погода; дождь, гром, гроза, радуга, туман, роса, снег, иней и мн. др.; приуроченных к конкретным датам календаря. Эти знания сохранялись в народе и передавались из поколения в поколение. Пример такой приметы: «Ласточки летают низко перед дождём».

### Хозяйственные
«Если на св. Флориана (4.V) дождь, то сундук полон денег (богатый урожай)» (пол. Deszcz w św. Floriana, skrzynia groszem napchana); «Если Хризант (19.III) погодный, то будет и год дородный» (укр. Як Хризант  погідний, то буде pік дорідний); Когда гремит на голый лес, будет тяжелое время (пол. Kiedy grzmi na goły las, będzie ciężki czas); Когда в Егорьев день берёзовый лист в полушку, к Ильину дню хлеб в кладушку.

### Личностные
Если ребенок ест быстро, то он будет хорошо работать, когда вырастет (рус.). Если девушка любит пенки от молока, то в день, когда она пойдет замуж, будет идти дождь (гомел.). Если человек роняет пищу, которую несет ко рту, значит, ему кто-то завидует (словац.). Если в доме лопается посуда сама по себе — к беде (о.-слав.). Птица бьётся в окно — к смерти (рус.). Нос чешется — в рюмку смотреть (рус.), ср.: губы чешутся — целоваться (рус.).

### Создание семьи
Кто на Казанской (22.X) женится, счастлив будет (рус.); если ласточка летает вокруг дома — это к свадьбе (рус.); если венчаться в день Иосифа Обручника (19.III) — брак будет счастливым (пол.); если парень или девушка во время жатвы оставят за собой несжатые колосья — это предвещает скорый брак (в.-слав.) .
Утрата или потеря
Утеря предмета, например серебряное или золотое необручальное кольцо, подаренное любимым человеком, означает, что в скором времени, в жизни этого человека произойдут изменения в статусе личной жизни. Потеря подаренного кольца, означает, что тот кто его презентовал, отдалился от Вас в силу Вашего сложного характера, но эти трудности всего лишь временные, а значит, утраченное кольцо обязательно вернётся, только уже в виде обручального. 